# خوسيه كاسيريس
خوسيه كاسيريس (بالإسبانية: José Leonardo Cáceres)‏ هو مدرب كرة قدم ولاعب كرة قدم باراغواياني، ولد في 28 أبريل 1985 في فيرناندو دي لا مورا في باراغواي. لعب مع ديبورتيس توليما وسيرو بورتينيو وكولو-كولو وناسيونال أسونسيون.

## وصلات خارجية
- خوسيه كاسيريس على موقع قاعدة بيانات كرة القدم.إي يو (الإنجليزية)
- خوسيه كاسيريس على موقع Soccerway.com (الإنجليزية)
- خوسيه كاسيريس على موقع عالم كرة القدم.نت (الإنجليزية)
- خوسيه كاسيريس على موقع AS.com (الإسبانية)